# ロンシャンの礼拝堂

ロンシャンの礼拝堂（ロンシャンのれいはいどう）、もしくはノートルダム・デュ・オー礼拝堂（ノートルダム・デュ・オーれいはいどう、仏: Chapelle Notre-Dame du Haut）は、ル・コルビュジエの設計によるカトリック ドミニコ会の礼拝堂（聖堂）である。
フランスのフランシュ・コンテ地方のオート＝ソーヌ県ロンシャンに位置する。世界遺産「ル・コルビュジエの建築作品-近代建築運動への顕著な貢献-」の構成資産の一つである。

## 概要
日本語では「ロンシャンの礼拝堂」と呼ばれる。しばしばロンシャン教会やロンシャンの教会と呼ばれることもあるが、信徒が所属する小教区（仏: Paroisse、いわゆる教会）ではなく、礼拝堂（仏: Chapelle）である。
元々ロンシャンは巡礼の地であり、中世にこの地に建てられて以来の礼拝堂があったが、第二次世界大戦の際に、ナチス・ドイツの空爆により破壊された。戦後、ロンシャンの人々は再建を願い、アラン・クチュリエ神父の推薦によりル・コルビュジエに設計が依頼され、1950年に設計が始まり、1955年に竣工した。

## 建築

### 外観
シェル（貝殻）構造を採用しうねった屋根、それを浮かせるように支える巨大な外壁のマッス（塊り）、その厚い壁にランダムに穿たれた小さな開口部から幾条もの光が差し込む内部空間が特徴とされる。とくに正面ファサードはカニの甲羅を形どったとされる独特な形態で、薄い屋根の構造技法をも含め、鉄筋コンクリートが可能にした自由で彫塑的な造形を示している。
主要な構造部材は鉄筋コンクリートではあるが、戦争で破壊された時に残された自然石のガレキも厚壁の基盤などに使われている。部位によっては3mもの厚い壁はスタッコで白く仕上げられて、その重さが消されたかのようにも見える。上部に反り返ったその形態により地上からは見えないが、シェル構造によって実現した薄い屋根が壁に仕込まれた柱によって、あたかも壁から浮いているかのように支えられている。内部から見ると、壁と屋根の間は細い（10cm）スリットで仕切られているのが分かる。屋根下面となる天井は無仕上げのまま重量感のあるコンクリートの塊として意識され、白い壁のマッスとの対比が内外の空間を印象づけており、「重い壁を軽く見せ、軽い屋根を重く見せる」というル・コルビュジエの逆説的な建築技法のひとつの具現となっている。
南正面はチャペルに外光を取り込むランダムに配置された開口部をもつ大壁が緩やかな傾斜で上昇し、そしてその左側には曲面屋根を持つ採光塔（下部は小礼拝堂となっている）がシンボリックに配されており、両者の間に設けられたアルコーブが礼拝堂へのエントランスである。入り口は約8ft四方のピボット式（中心軸吊り）の手動回転扉で、左右の壁とはスリットで縁が切られている。子どもの落書きかとも見えなくもないル・コルビュジエ自身の原色抽象絵画によって全面が明るく彩られており、その印象にも助けられドアは重くない。

### 内部空間
エントランスを入ってすぐ、右手（東側）を正面祭壇とする礼拝堂である。それほど巨大な広さをもつ空間ではない。屋根のシェルは東西軸を下端とする中央で下がるカーブを描き、これがそのまま雨水の流れる勾配となって、西側壁上部にある象の鼻のような形をした雨樋から屋外に設けられた集水桶へと垂れ落ちるようになっている。
巨大な南面の壁に穿たれた小さな開口部には、さまざまな原色ステンドグラスが奥深く嵌め込まれ、そこから差し込む外光の拡散（チンダル現象）によって、礼拝堂内部に極めて神秘的な光の空間が出現する。内部の壁に反射する光は柔らかい。採光塔の上側部から補われる反射外光、そして諸所に配された開口部の効果でチャペル内部は外部と隔絶する程には暗くなく、祈りのための空間として程良い明るさとなっている。入り口を背中にすると北側には対となった小礼拝堂があり、やはり上部は2本の採光塔となっていて、北側からの立面を特徴づける。
内部の床は全体に亘り石貼りが施され、東の祭壇側に向かって緩い下り勾配となり、横長の祈祷台を境に段差がついて祭壇では上り勾配となっている。祭壇正面の壁上部右側に穿たれた開口部には、この礼拝堂に冠されたノートルダムの名が示すように、ガラス窓に埋め込まれた聖母マリア像が外光をバックに透かして配され、会堂内部を見下ろしている。一段分高い信者会衆席には床タイルが貼られ、ル・コルビュジエによってデザインされた木製のベンチ8列が並べられているが、20人程も座れば満席である。但し、立ち席のスペースも含めチャペル全体では200人のキャパシティが予定されている。

### 環境的な位置づけ
元来が巡礼者のための村はずれの小さな礼拝堂である。普段は祈りを捧げるために同時に町から上って来る人の数も少ないので、無人の空間に参拝者が遺していったローソクが煌いているだけのことも多い。しかし、特別な祝祭日には大勢の人々がここを訪れる。シェル屋根が大きく張り出した東側の屋外テラスには、丘の上の緩い斜面に集う会衆（最大1,200人までを予定）に向かう聖壇が設けられ、ブルゴーニュ産の白い石で拵えられた祭壇およびコンクリート打放しの説教檀が用意されている。

### 建築学的評価
ル・コルビュジエがサヴォア邸などで主張していた「近代建築の五原則」に基づく機能性・合理性を重視したモダニズムの表現とは異なり、さらに新しい可能性を追求したものとして、同じ宗教建築の範疇にはあっても少し後に設計されたラ・トゥーレット修道院とは対比的な、ル・コルビュジエ後期の代表作とされる。1950年代に建てられたものではあるが、最初のポストモダン建築だとする評価もある。

## 所在地
- Colline de Bourlémont, 70250 Ronchamp
- アクセス：パリから直線距離でおおよそ東南東300km、リヨンから北北東250kmに位置し、ドイツ・スイス国境であるバーゼルが約60kmと近い。近くの大都市はミュールーズ（東へ約50km）。ロンシャンの町の中心部より北に約1km。駐車場あり（約50台）。
フランス国鉄（SNCF）在来線特急は、ロンシャンを通過するが停車しない。特急が停車する近くの都市リュール（Lure：約8kmパリ側）あるいはベルフォール（Belfort：約20kmリヨン側）から、それぞれ地方鉄道・バスの便があるが本数は少ない。
パリ（東駅）から高速鉄道（TGV東線）利用の場合、ストラスブール経由～ミュールーズで乗り換え、在来線にてベルフォール。